# Codex X
Le codex X est un hypothétique codex mésoaméricain qui serait la source commune du Codex Boturini et du Codex Aubin, selon la mésoaméricaniste María Castañeda de la Paz, qui l'a appelé ainsi en référence à l'hypothèse de la Chronique X.